# Unité urbaine de Sarreguemines (partie française)
L'unité urbaine de Sarreguemines (partie française) est une unité urbaine française centrée sur Sarreguemines, une des sous-préfectures du département de la Moselle. L'agglomération de Sarreguemines s'étend également du côté allemand, mais la population allemande n'est pas décomptée dans cette unité statistique.
Elle fait partie de l’eurodistrict SaarMoselle qui avoisine les 700 000 habitants.

## Données globales
En 2010, selon l'INSEE, l'unité urbaine était composée de sept communes.
En 2020, à la suite d'un nouveau zonage, elle est composée des sept mêmes communes. 
En 2022, avec 28 176 habitants , elle constitue la cinquième unité urbaine du département de la Moselle, après les unités urbaines de Metz, la préfecture et premier rang départemental, de Thionville (2e rang départemental), de Sarrebruck (ALL)-Forbach (partie française) (3e rang départemental) et de Saint-Avold (partie française) (4e rang départemental) et elle occupe le 21e rang régional dans la région Grand-Est, après l'unité urbaine de Saint-Dizier (20e rang régional) et avant celle de Guebwiller (22e rang régional). 
Sa densité de population s'élève à 399 hab/km2.
L'unité urbaine de Sarreguemines est englobée dans sa totalité dans la communauté d'agglomération Sarreguemines Confluences qui regroupe en tout 38 communes.

## Délimitation de l'unité urbaine de 2020
Elle est composée des 7 communes suivantes :
| Nom                          | Code Insee | Département | Statut       | Superficie (km2) | Population (dernière pop. légale) | Densité (hab./km2) | Modifier                                    |
| ---------------------------- | ---------- | ----------- | ------------ | ---------------- | --------------------------------- | ------------------ | ------------------------------------------- |
| Sarreguemines (ville-centre) | 57631      | Moselle     | ville-centre | 29,67            | 20 324 (2022)                     | 685                | modifier les données · modifier les données |
| Blies-Ébersing               | 57092      | Moselle     | banlieue     | 5,24             | 600 (2022)                        | 115                | modifier les données · modifier les données |
| Frauenberg                   | 57234      | Moselle     | banlieue     | 2,75             | 602 (2022)                        | 219                | modifier les données · modifier les données |
| Hambach                      | 57289      | Moselle     | banlieue     | 17,60            | 2 787 (2022)                      | 158                | modifier les données · modifier les données |
| Neufgrange                   | 57499      | Moselle     | banlieue     | 7,17             | 1 349 (2022)                      | 188                | modifier les données · modifier les données |
| Rémelfing                    | 57568      | Moselle     | banlieue     | 2,62             | 1 308 (2022)                      | 499                | modifier les données · modifier les données |
| Sarreinsming                 | 57633      | Moselle     | banlieue     | 6,98             | 1 206 (2022)                      | 173                | modifier les données · modifier les données |

## Démographie
| 1968   | 1975   | 1982   | 1990   | 1999   | 2009   | 2014   | 2020   |
| ------ | ------ | ------ | ------ | ------ | ------ | ------ | ------ |
| 31 179 | 32 160 | 31 428 | 30 043 | 30 803 | 30 012 | 29 477 | 28 619 |